# باندی رینک

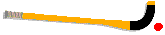
دسته و توپ باندی رینک

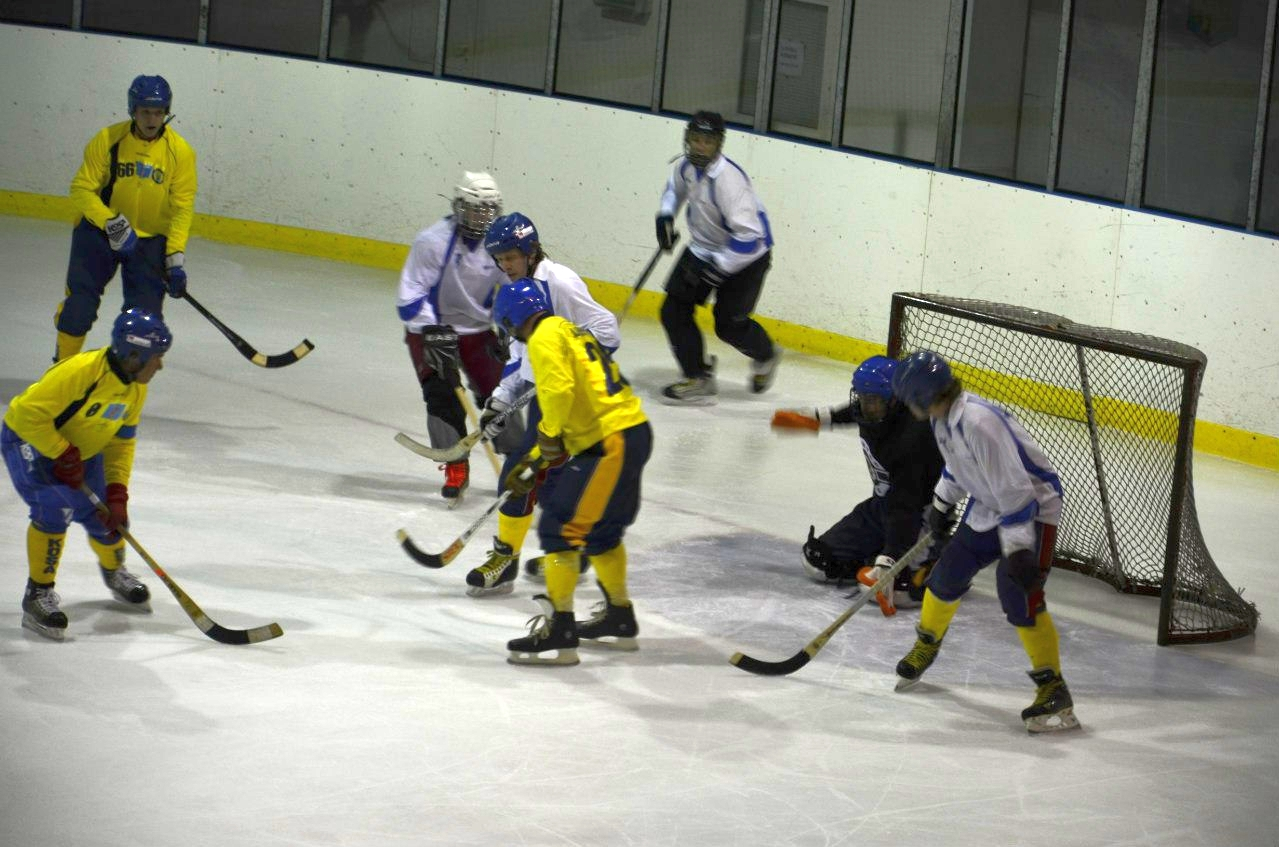
I دنیپرو

باندی رینک (به انگلیسی: Rink bandy) یکی از انواع ورزش باندی می‌باشد که اولین بار در دههٔ ۶۰ در سوئد بازی شد. بالاترین نهاد ورزشی آن، فدراسیون بین‌المللی باندی می‌باشد.